# The Last of the Starks
«The Last of the Starks» es el cuarto episodio de la octava y última temporada de la serie de fantasía medieval de HBO, Game of Thrones. Fue escrito por David Benioff y D. B. Weiss, y dirigido por David Nutter. 
El episodio muestra las consecuencias de la batalla contra el Rey de la Noche y a Daenerys, Jon, los Inmaculados y Dothraki dirigiéndose hacia Desembarco del Rey para enfrentarse a Cersei y exigir su rendición. The Last of the Starks marcó las apariciones finales de Alfie Allen (Theon Greyjoy), Iain Glen (Jorah Mormont), Bella Ramsey (Lyanna Mormont), Richard Dormer (Beric Dondarrion), Ben Crompton (Eddison Tollett), Staz Nair (Qhono), Nathalie Emmanuel (Missandei) y Hannah Murray (Gilly).

## Argumento

### En Invernalia
El norte quema a los muertos en las piras funerarias mientras Jon da un discurso sobre cómo deben mantener vivos en sus recuerdos a los muertos. Más tarde, en el comedor, Daenerys legitima a Gendry como un Baratheon y lo nombra Señor de Bastión de Tormentas. Bran le dice a Tyrion que no quiere ser el señor de Invernalia. Jaime, Brienne, Tormund, Tyrion y Podrick juegan a un juego de beber, lo que hace que Brienne se vaya después de que Tyrion le pregunte si ella es virgen. Gendry habla con Arya afuera y le pide que se case con él, pero ella le dice que no es una dama. Jaime va a la habitación de Brienne y tienen relaciones sexuales.
Daenerys se enfrenta a Jon y le dice que no le cuente su parentesco a nadie, pero él responde que tiene que confesárselo a Arya y Sansa. Daenerys quiere asaltar Desembarco del Rey, pero Sansa no está de acuerdo. Deciden que Jon y Ser Davos tomarán el Camino Real, mientras que Daenerys y su flota navegarán a Rocadragón y Jaime se quedará en Invernalia.
Afuera, Arya y Sansa le confiesan a Jon su desconfianza en Daenerys, y Jon acaba confesando el secreto de su origen. Bronn aparece para matar a Jaime y Tyrion, pero le ofrecen Altojardín a cambio de sus vidas. Arya se une a El Perro en el camino a Desembarco del Rey. Sansa le expresa a Tyrion su preocupación de que Jon vaya a Desembarco del Rey.
Más tarde, Brienne le cuenta a Jaime lo que hizo Cersei, y esa noche Jaime se escapa para ir a Desembarco del Rey a pesar de que Brienne le ruega que se quede.

### En Rocadragón
Cuando Daenerys, sus dragones y su flota se acercan a Rocadragón, son atacados por los barcos de Euron, matando a Rhaegal y capturando a Missandei. Varys le dice a Daenerys que no queme el Desembarco del Rey, y Tyrion la convence para hablar con Cersei primero. Posteriormente, Varys admite que Jon sería un mejor líder para gobernar, pero Tyrion se mantiene leal a Daenerys.

### En Desembarco del Rey
Euron regresa de Rocadragón e informa de la muerte de Rhaegal y la captura de Missandei. Cersei ordena que las puertas de la Fortaleza Roja permanezcan abiertas, con la intención de permitir el ingreso de los ciudadanos y usarlos como rehenes para disuadir a un asalto total de la ciudad.
Daenerys, Tyrion y Gusano Gris llegan a la Fortaleza Roja, y tanto Cersei como Daenerys exigen rendición de la otra. Cersei amenaza con matar a Missandei. Tyrion intenta apelar a la humanidad de Cersei y le pide que se rinda por el bien de su hijo. Sin embargo, Cersei se niega a retroceder y decapita a Missandei frente a Daenerys y Gusano Gris.

## Producción

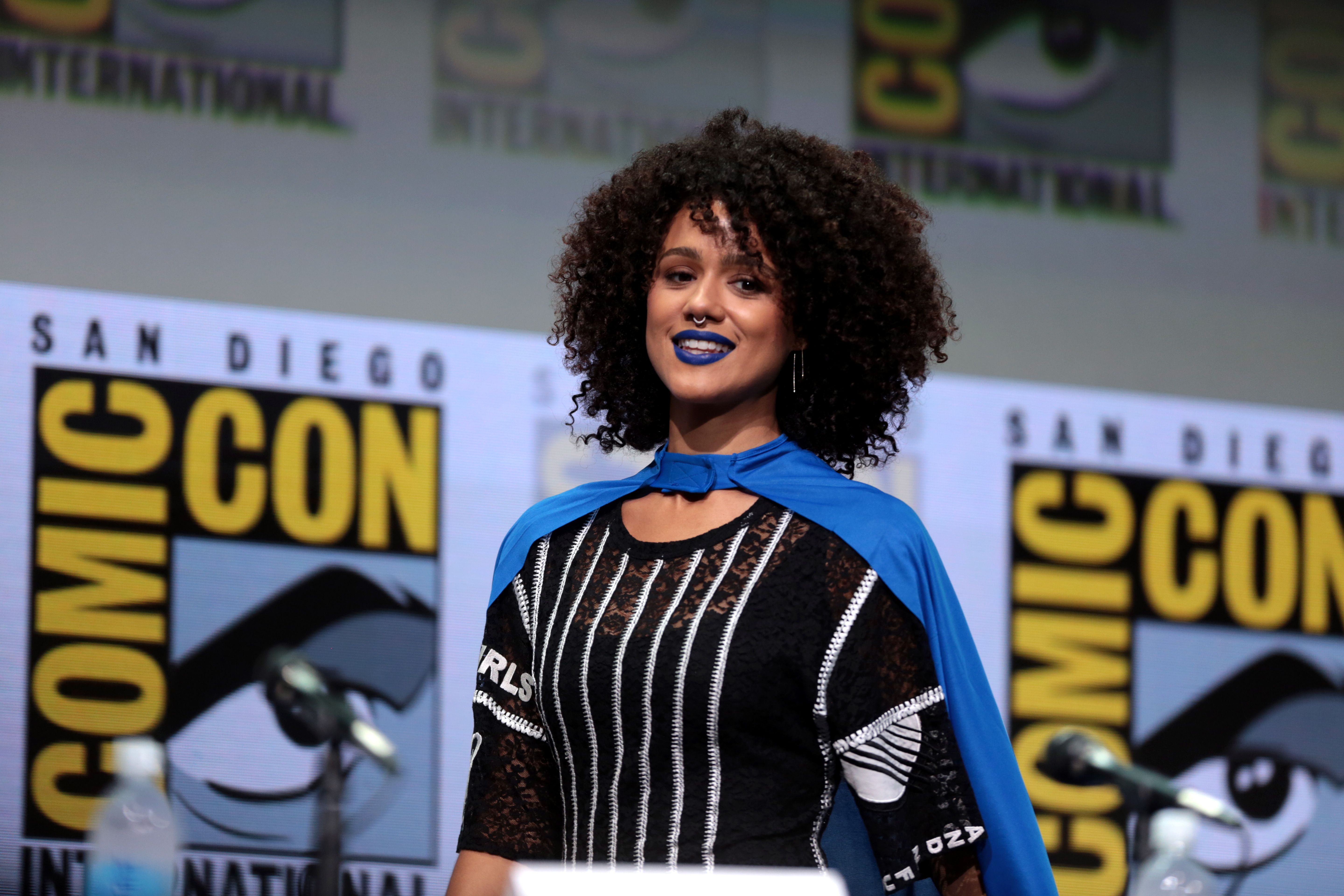
Nathalie Emmanuel (Missandei) realizó su última aparición en la serie durante este episodio.

### Guion
El episodio fue escrito por David Benioff y D. B. Weiss.

### Grabación
El episodio fue dirigido por David Nutter. Este fue su último capítulo de la serie como director. Durante el rodaje, se dejó accidentalmente una taza de café sobre una mesa en el set de grabación; fue brevemente visible durante la primera transmisión, pero se eliminó digitalmente dos días después.

## Recepción
The Last of the Starks fue visto por 11.80 millones de espectadores durante su primera emisión en HBO.
El episodio recibió críticas positivas; en Rotten Tomatoes tiene un índice de aprobación del 57%, basado en 88 comentarios con promedio de 7.1/10. El consenso de la página web dice: "The Last of the Starks se esfuerza por poner las fichas en el tablero para la última trama de la serie, pero ofrece suficiente intriga política y conmovedoras interacciones entre personajes solo para conmover".